# 圓鰭魚

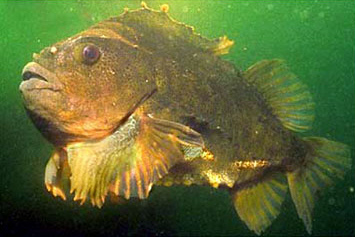

圓鰭魚為圓鰭魚科圓鰭魚屬的唯一一種魚類，分布於北极一带200米深处，體長可達61公分，鱼身营养价值高，鱼皮像甲鱼的裙边，胶原蛋白的含量高，鱼肉嫩滑，不饱和脂肪酸的含量高，骨头含钙量高。圓鰭魚的腹鰭有類似蝦虎魚類腹鰭癒合成一盤狀吸盤的特徵。圓鰭魚魚卵在丹麥料理十分廣泛地使用，除了會與減半或切片的烚蛋放在一起外，還有跟土墩蝦(mounds of shrimp)，或是其他魚類、海鮮等的組合。棲息在岩石底質、海草生長的底層水域，在產卵季節的時候，雄魚在下面上變成淡紅顏色，然而母魚是藍綠色，以櫛水母、水母、小型甲殼動物、多毛類動物等為食。